# منطقة شاملة

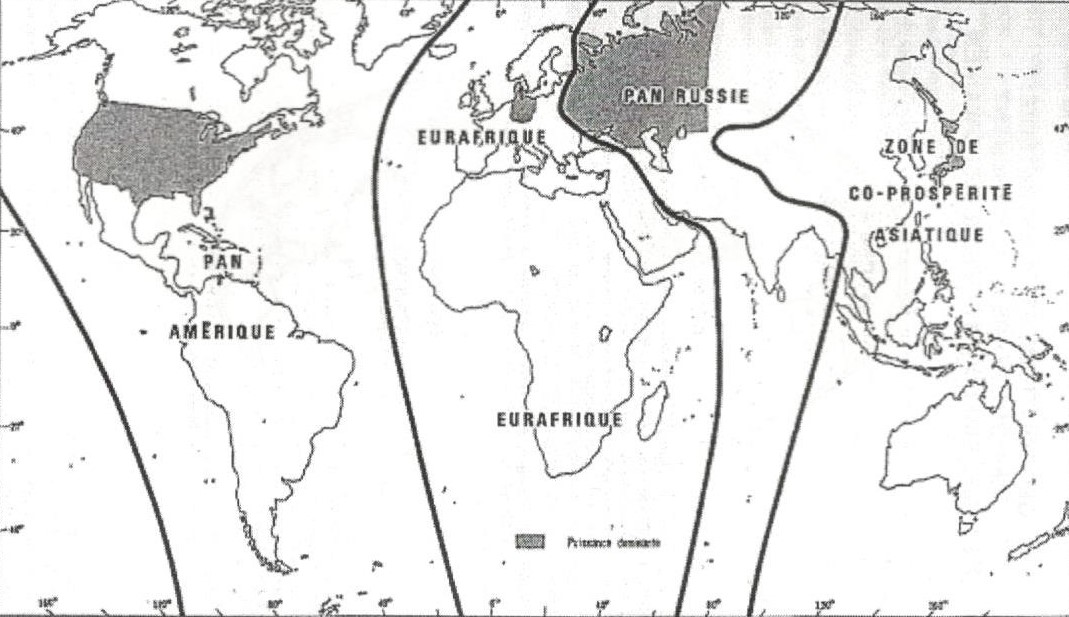
التصور الجيوسياسي للعالم وفقاً لعقيدة كارل هوشوفر للمنطقة الشاملة

يشير مصطلح منطقة شاملة إلى منطقة جغرافية أو منطقة النفوذ الاقتصادي والسياسي والثقافي للدولة والتي تتجاوز حدود هذه الدولة. فعلى سبيل المثال تشمل المنطقة الشاملة في الولايات المتحدة كلاً من المناطق التي تقع على حدود الولايات المتحدة والدول المجاورة القريبة لها، بما في ذلك كندا والمكسيك، والعديد من دول أمريكا الجنوبية.

## أصل المصطلح
قام بتطوير فكرة المناطق الشاملة أو مناطق النفوذ الاقتصادي والثقافي لأول مرة كارل إرنيست هاوسهوفر (27/8/1869 - 10/3/1946)، وهو جنرال، وعالم جغرافي، وجيو-سياسي ألماني. وقد أسهمت فكرة المناطق الشاملة في الجيوسياسة (علم السياسة الطبيعية) أو النظريات الألمانية للسياسة الخارجية خلال الفترة ما بين الحربين العالميتين (1918–1939) أو الفترة من نهاية الحرب العالمية الأولى وبداية الحرب العالمية الثانية. وعملت فكرة المنطقة الشاملة لهاوسهوفر على تقسيم العالم إلى ثلاث دولٍ رئيسيةٍ عظمى في مجال الاقتصاد والسياسة والثقافة. شملت تلك الدول الثلاث الولايات المتحدة الأمريكية التي سيطرت على أمريكا الشمالية ومعظم أنحاء أمريكا الجنوبية، وألمانيا التي سيطرت على أوروبا ومعظم أنحاء قارة أفريقيا وغرب آسيا، واليابان التي سيطرت على منطقة وسط جنوب آسيا وشرقها وجزرها. وتتوقع تلك الدول الكبرى تطوير مناطقها لـتحالف سياسي واقتصادي مع الدول التي تتبعها ، بالإضافة إلى خضوع تلك الدول لعقوباتها وسماتها الثقافية الرئيسة.

## أمثلة تاريخية
وعلى مدار التاريخ كان العالم مقسمًا إلى ثلاث مناطق للسيطرة، على الرغم من تقلص سيطرة ألمانيا واليابان على مناطق متعددة بعد نهاية الحرب العالمية الثانية مع نجاح دولٍ أخرى. فعلى سبيل المثال، عانت السيطرة الألمانية على أوروبا مع تطور الاتحاد الأوروبي وظهور قوى خارجية أخرى. كما بدأت اليابان أيضًا في فقد هيمنتها الاقتصادية على المنطقة الشاملة الخاصة بها مع ظهور الاقتصاد الصيني المزدهر.